# Lugdunam
Lugdunamul este un compus organic și este unul dintre cele mai potente substanțe dulci cunoscute. Estimările plasează compusul ca fiind de 220.000 - 300.000 de ori mai dulce decât zaharoza. Compusul a fost sintetizat la Universitatea din Lyon, Franța, în 1996. Face parte din clasa unor compuși extrem de dulci care conțin rest de acid acetic atașat unui rest de guanidină. Alte exemple sunt: carelam și acid sucronomic.